# Julus grandis
Julus grandis är en mångfotingart som beskrevs av Brandt 1841. Julus grandis ingår i släktet Julus och familjen kejsardubbelfotingar. Inga underarter finns listade i Catalogue of Life.